# Fogascetek

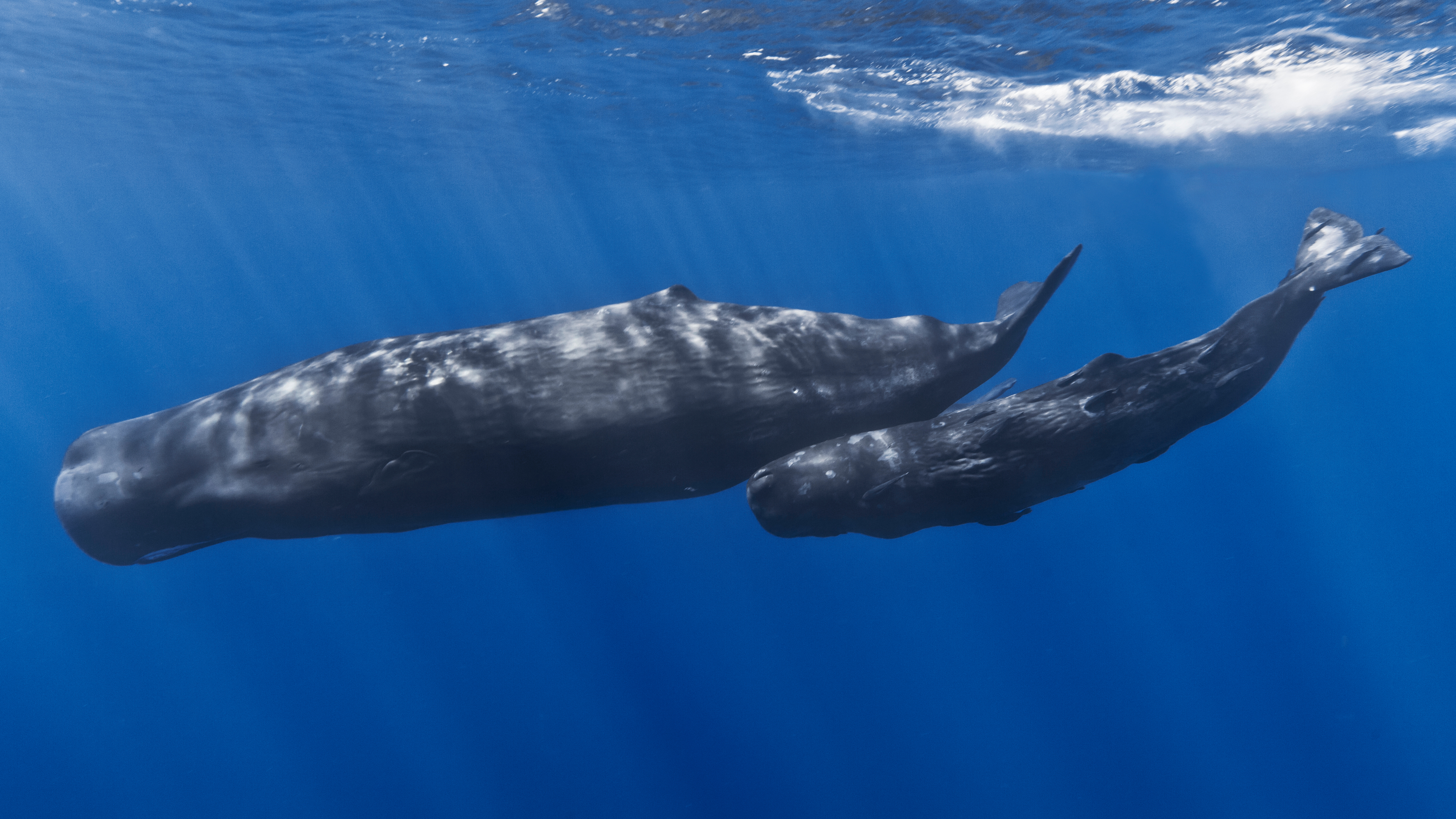
Nagy ámbráscet

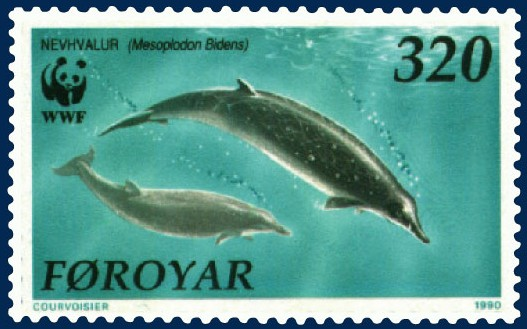
Északi csőröscet (postabélyegen)

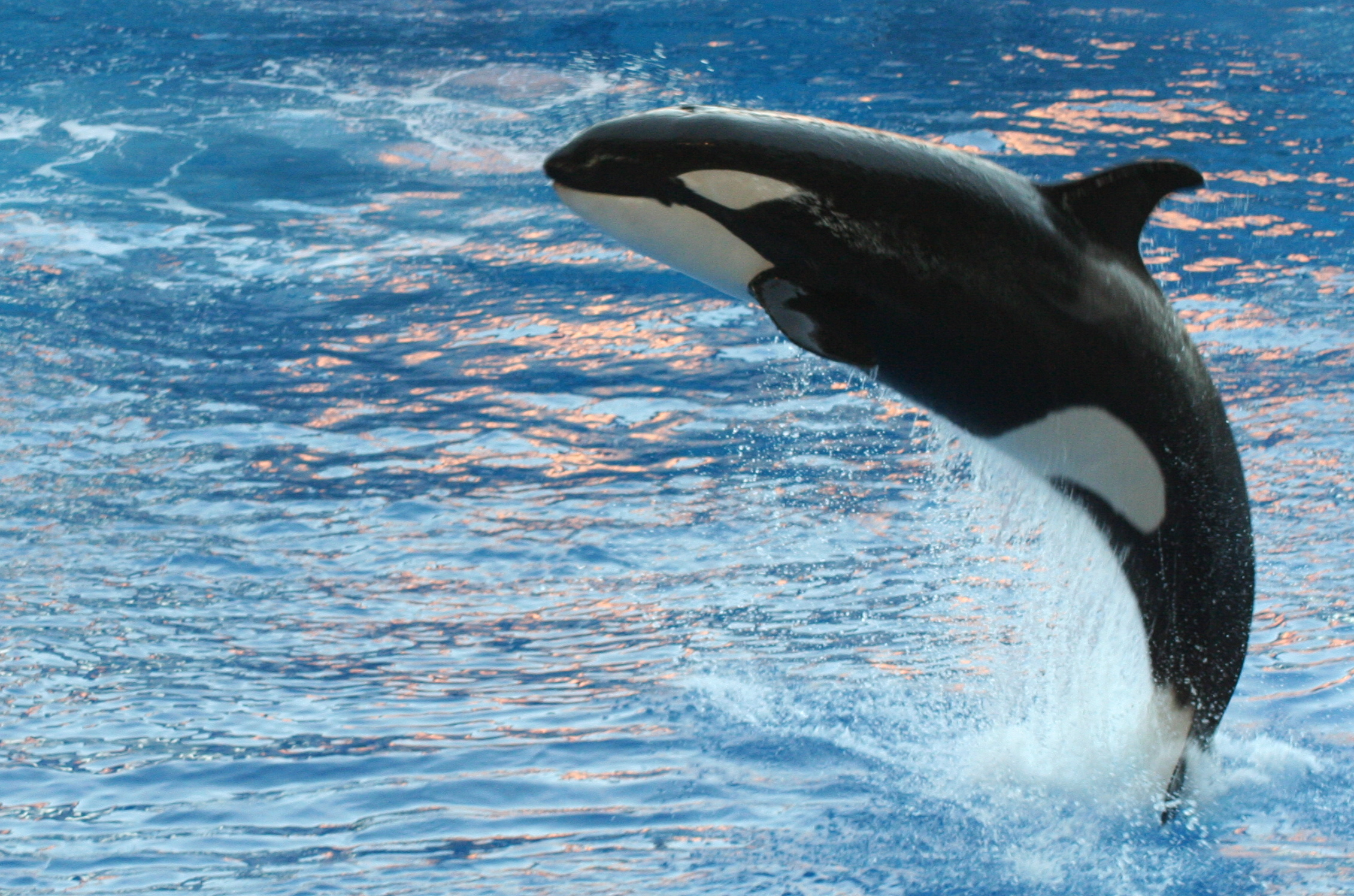
Kardszárnyú delfin

A fogascetek (Odontoceti) az emlősök (Mammalia) osztályának párosujjú patások (Artiodactyla) rendjébe, ezen belül a cetek (Cetacea) alrendágába tartozó részalrend.
A részalrendbe 79 recens faj tartozik.
A legújabb genetikai alapú rendszertani besorolások szerint a cetek (Cetacea) egykoron önálló rendje, a párosujjú patások rendjébe lett besorolva alrendági szinten, ilyen módon a Odontoceti taxon részalrenddé vált.
Ebbe az állatcsoportba tartozó fajok fogakkal rendelkeznek. Halakkal vagy tintahalakkal, de néha akár egymással is táplálkoznak. Különleges képességük, hogy a visszhang alapján tájékozódnak. Ide tartoznak a delfinek, valamint a nagy ámbráscet és a csőröscetfélék is.

## Rendszerezés
A részalrendbe az alábbi taxonok sorolhatók:
- Az alábbi fosszilis családok bazális, azaz kezdetleges csoportokat alkotnak:
  - †Agorophiidae Abel, 1914 - család; kora oligocén
  - †Ashleycetidae - család; kora oligocén
  - †Simocetidae - család; kora oligocén
  - †Xenorophidae Uhen, 2008 - család; késő oligocén[6]
  - †Patriocetidae - család; késő oligocén-kora miocén
  - †Inticetidae - család; miocén
  - †Microzeuglodontidae - család
  - †Squaloziphiidae - család; késő oligocén-kora miocén
  - Az alábbi nemi szintű taxonok szintén bazálisak, azonban még nincsenek családokba foglalva, azaz incertae sedis besorolásúak:
    - †Ankylorhiza Boessenecker et al., 2020 - késő oligocén
    - †Agriocetus
    - †Atropatenocetus
    - †Ediscetus
    - †Olympicetus
    - †Saurocetus

- †Squalodontoidea - öregcsalád
  - †Dalpiazinidae - család; késő oligocén-miocén
  - †Prosqualodontidae - család; késő oligocén-középső miocén[7]

- Physeteroidea J. E. Gray, 1868 - öregcsalád
  - törpe ámbráscetfélék (Kogiidae) Gill, 1871 - család; középső miocén-jelen
  - ámbráscetfélék (Physeteridae) J. E. Gray, 1821 - család; kora miocén-jelen
  - Az alábbi nemi szintű taxonok szintén a Physeteroidea öregcsaládba tartoznak, azonban még nincsenek családokba foglalva, azaz incertae sedis besorolásúak:
    - †Acrophyseter Lambert, Bianucci & Muizon, 2008
    - †Albicetus Boersma & Pyenson, 2015
    - †Aulophyseter Kellogg, 1927[8]
    - †Brygmophyseter Barnes, 2006
    - †Diaphorocetus Ameghino, 1894
    - †Eudelphis Du Bus, 1872
    - †Hoplocetus Gervais, 1852
    - †Livyatan Lambert et al., 2010[9]
    - †Miokogia - nomen dubium
    - †Paleophoca - nomen dubium
    - †Prophyseter - nomen dubium
    - †Zygophyseter Bianucci & Landini, 2006

- †Eurhinodelphinoidea Muizon, 1988 - öregcsalád
  - †Argyrocetidae - család; késő oligocén-kora miocén
  - †Eoplatanistidae - család; miocén
  - †Eurhinodelphinidae Abel, 1901 - család; késő oligocén - késő miocén

- Platanistoidea J. E. Gray, 1846 - öregcsalád[10][11][12]
  - †Allodelphinidae Barnes, 2006 - család; késő oligocén-középső miocén[13]
  - gangeszi folyamidelfin-félék (Platanistidae) J. E. Gray, 1846 - család; kora miocén-jelen
  - †Squalodelphinidae Dal Piaz, 1917 - család; késő oligocén-középső miocén[14]
  - †Squalodontidae Brandt, 1873 - család; késő oligocén-középső miocén
  - †Waipatiidae Fordyce, 1994 - család; késő oligocén[15]
  - Az alábbi nemi szintű taxonok szintén a Platanistoidea öregcsaládba tartoznak, azonban még nincsenek családokba foglalva, azaz incertae sedis besorolásúak:
    - †Aondelphis
    - †Awamokoa[16]
    - †Dolgopolis
    - †Ensidelphis
    - †Perditicetus
    - †Urkudelphis Tanaka et al., 2017

- Ziphioidea - öregcsalád
  - csőröscetfélék (Ziphiidae) J. E. Gray, 1850 - család; középső miocén-jelen[17]

- Delphinida Muizon, 1984 - klád[18]
  - Az alábbi nemi szintű taxonok szintén a Delphinida kládba tartoznak, azonban még nincsenek öregcsaládokba és családokba foglalva, azaz incertae sedis besorolásúak:
    - †Anacharsis
    - †Belonodelphis
    - †Delphinavus
    - †Graamocetus
    - †Hadrodelphis Dawson, 1996 - korábban a Kentriodontidae részének vélték
    - †Lamprolithax
    - †Leptodelphis
    - †Liolithax Kellogg, 1931 - korábban a Kentriodontidae részének vélték
    - †Lophocetus Cope, 1867 - korábban a Kentriodontidae részének vélték
    - †Loxolithax
    - †Macrokentriodon Dawson, 1996 - korábban a Kentriodontidae részének vélték
    - †Microphocaena
    - †Miodelphis
    - †Nannolithax
    - †Oedolithax
    - †Oligodelphis
    - †Palaeophocaena
    - †Pithanodelphis
    - †Platylithax
    - †Prionodelphis
    - †Protodelphinus
    - †Sarmatodelphis
    - †Sophianacetus
    - †Tagicetus Lambert, Stevens & Smith, 2005 - korábban a Kentriodontidae részének vélték

  - Delphinoidea Flower, 1865 - öregcsalád
    - †Albireonidae - család; miocén-pliocén[19][20]
    - delfinfélék (Delphinidae) J. E. Gray, 1821 - család; késő oligocén - jelen
    - †Kentriodontidae Slijper, 1936 - család; késő oligocén-pliocén
    - narválfélék (Monodontidae) J. E. Gray, 1821 - család; késő miocén - jelen
    - †Odobenocetopsidae Muizon, 1993  - család; késő miocén-kora pliocén
    - disznódelfinfélék (Phocoenidae) J. E. Gray, 1825 - család; középső miocén-jelen

  - Inioidea - öregcsalád
    - amazonasi folyamidelfin-félék (Iniidae) J. E. Gray, 1846 - család; miocén-jelen
    - sósvízi folyamidelfin-félék (Pontoporiidae) J. E. Gray, 1870 - család; középső miocén-jelen
    - Az alábbi nemi szintű taxonok szintén az Inioidea öregcsaládba tartoznak, azonban még nincsenek családokba foglalva, azaz incertae sedis besorolásúak:
      - †Awadelphis Murakami, 2015 - késő miocén
      - †Brujadelphis Lambert et al., 2017 - középső miocén[21]
      - †Incacetus
      - †Meherrinia Geisler, et al., 2012 - késő miocén[22]

  - Lipotoidea Zhou, 1979 - öregcsalád
    - Lipotidae Zhou, Qian & Li, 1978 - család; késő miocén-jelen[23]

- Az alábbi nemi szintű taxonok szintén a fogascetek közé tartoznak, azonban még nincsenek nagyobb szintű taxonookba foglalva, azaz incertae sedis besorolásúak:
  - †Acrodelphis
  - †Champsodelphis
  - †Hesperocetus
  - †Imerodelphis - miocén
  - †Kharthlidelphis
  - †Lonchodelphis
  - †Macrochirifer
  - †Microsqualodon
  - †Pelodelphis
  - †Rhabdosteus - nomen dubium
  - †Sulakocetus Mchedlidze, 1976 - kora miocén[24]

## Anatómia

### Fogazat
Fogazatuk változó, néhány delfinnek több mint száz foga is lehet, míg a narvál az egyetlen cet, melynek egy külső agyara van.

### Légzés
A fogasceteknek egy légzőnyílása van a fejük középső részén, kivéve az ámbráscetet, melynek a feje bal oldalán van egy hosszabb légzőnyílása. A fogascetek emlősállatként vízben élnek, de rendszeresen fel kell jönniük levegőt venni. Fajonként változó, hogy mennyi ideig tudnak a víz alatt maradni.

### Visszhangképzés

A fogascetek ultrahangos érzékelése

A fogascetek másodpercenként körülbelül 800 irányított hangot bocsátanak ki a fejük elülső részén található képződményen keresztül. A hangsugár az adott objektumról visszaverődik, amit egy, az alsó állkapocs-csontban lévő üregben fognak fel. Ennek a csontnak az alsó része továbbítja a jelzést a közép-, majd a belső fülhöz, ahonnan az agy hallóközpontjába jut az ingerület, és vizuális jelekké fordítódik. Így az állat meg tudja határozni a vízben lévő objektumok távolságát, méretét és alakját, sőt sebességét és irányát is. Ez nemcsak a tájékozódásukat segíti elő, hanem ennek alkalmazásával vadásznak is.

## Ajánlott irodalom
- Patrice van Eersel: Az ötödik álom (1994, 1999)
- Mark Carwardine: Bálnák és delfinek (1995, 2002)
- Adrian P. Kezele: A delfin álma (2004)

## Szépirodalom
- Robert Merle: Állati elmék (Bp., 1969-2002 több kiadás)
- Arthur C. Clarke: Delfinek szigete (Bp., 1980)
- Arthur C. Clarke: Mélység (Bp., 1994)
- Hermann Melville: Moby Dick

## Film
- Le Grand Bleu (1988) – A Nagy Kékség
- Atlantis (1991)

## Fordítás
- Ez a szócikk részben vagy egészben  a   Toothed whale című angol Wikipédia-szócikk ezen változatának fordításán alapul.  Az eredeti cikk szerkesztőit annak laptörténete sorolja fel. Ez a jelzés csupán a megfogalmazás eredetét és a szerzői jogokat jelzi, nem szolgál a cikkben szereplő információk forrásmegjelöléseként.
- Ez a szócikk részben vagy egészben  a   List_of_extinct_cetaceans#Suborder_Odontoceti című angol Wikipédia-szócikk ezen változatának fordításán alapul.  Az eredeti cikk szerkesztőit annak laptörténete sorolja fel. Ez a jelzés csupán a megfogalmazás eredetét és a szerzői jogokat jelzi, nem szolgál a cikkben szereplő információk forrásmegjelöléseként.